# Lethert
Lethert ist ein Stadtteil von Bad Münstereifel im Kreis Euskirchen (Nordrhein-Westfalen).

## Lage
Lethert liegt rund 8 km (Luftlinie) südöstlich der Kernstadt von Bad Münstereifel bzw. direkt nordwestlich von Effelsberg. Die Bebauung beider Nachbarorte geht ineinander über. Am südwestlichen Ortsrand verläuft die Landesstraße 234. In Lethert entspringt der Rötzelbach, der nach 1,9 km Fließstrecke in den aus Richtung Nordwesten aus dem Effelsberger Wald kommenden Effelsberger Bach (6,6 km lang) mündet.

## Geschichte
Lethert gehörte zur eigenständigen Gemeinde Effelsberg, bis diese am 1. Juli 1969 nach Bad Münstereifel eingemeindet wurde.

## Infrastruktur und Verkehr
Die Grundschulkinder werden zur katholischen Grundschule nach Houverath gebracht.
Rund 1,6 km nordöstlich steht das Radioteleskop Effelsberg.
Dem Sportverein steht ein Sportplatz zur Verfügung.
Die VRS-Buslinie 828 der RVK verbindet den Ort mit Bad Münstereifel und weiteren Nachbarorten, überwiegend als TaxiBusPlus im Bedarfsverkehr.
| Linie | Verlauf |
| ----- | --- |
| 828   | MiKE (außer im Schülerverkehr): Bad Münstereifel Bf – (Bad Münstereifel Rathaus →/ Gewerbegeb./Ärzteh. ←) Rodert – Holzem – Lethert – Effelsberg – Scheuerheck – Wald – Limbach – Houverath – Lanzerath – Eichen – Maulbach – Scheuren |